# Phage T4
Espèce

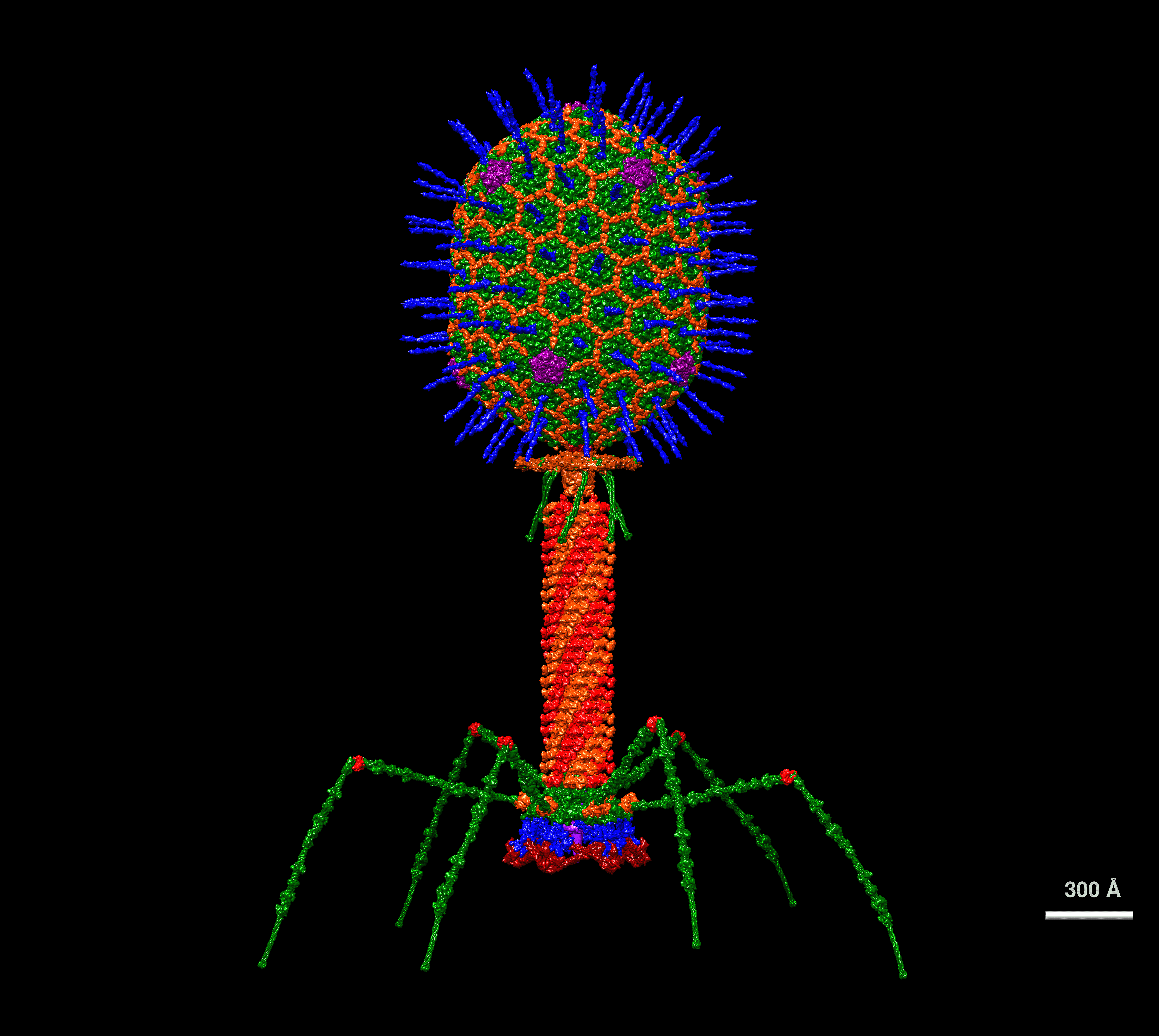
Bacteriophage T4 Structural Model at Atomic Resolution

Vue générale de la structure du phage T4.

Le phage T4 (pour bactériophage T4) est un virus de la famille des Myoviridae et de l’ordre des Caudovirales qui s’attaque à la bactérie Escherichia coli (E. coli). Sa structure comporte trois grandes parties : la capside contenant l’ADN double brin, la queue permettant l’injection de cet ADN dans la bactérie infectée et les fibres caudales permettant l’attachement du phage sur la membrane de la bactérie. Son cycle d'infection se déroule en plusieurs étapes : injection (adsorption et pénétration), transcription des gènes précoces, réplication de l’ADN viral, transcription des gènes tardifs, assemblage des particules virales, lyse de la bactérie.

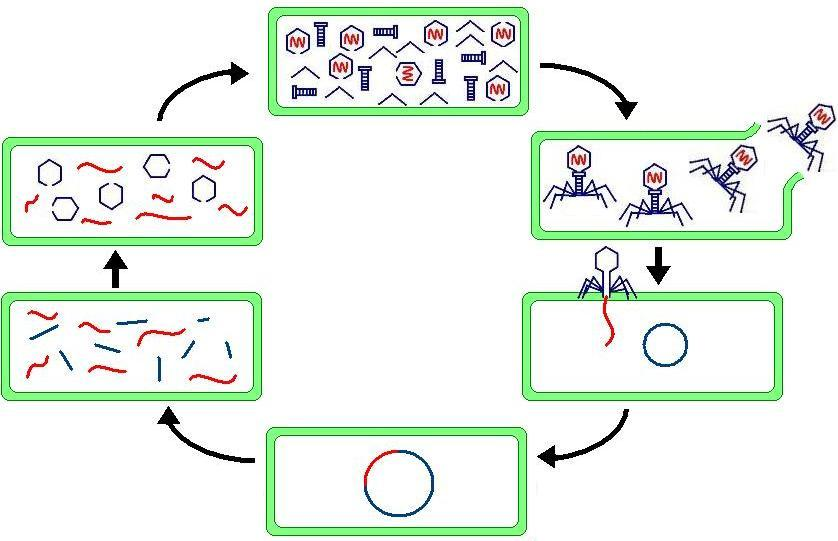
Cycle d'infection du phage T4.

## Adsorption
L'adsorption est initiée par la collision entre le phage T4 et E. coli. Il va se fixer sur les Lipopolysaccharides (LPS) et les protéines OmpC (Outer membrane protein C) par six fibres caudales longues (LTF) et autant de fibres caudales courtes (STF). Après fixation des trois premiers LTF (fixation réversible), il y a un changement de conformation qui signale au plateau que l'attachement à la membrane de la bactérie a réussi. Le plateau va alors glisser le long de la membrane jusqu'à trouver le site pour l'injection.
La guirlande des six STF, qui stabilise la conformation hexagonale, est alors cassée, ce qui permet le déblocage des STF. Le plateau passe alors d'une conformation hexagonale à une conformation en étoile. L'attachement des six STF est irréversible. Cela dure environ 10 secondes.

## Pénétration
Le changement de conformation du plateau est aussi à l'origine de la compression de la gaine contractile de la queue du phage. L’axe central rigide de la queue traverse alors la paroi cellulaire d’E. coli.
Le bout de l'axe central rigide interagit avec des molécules comme le phosphotidylglycérol, cardiolipine ou d'autres lipides exposés à la surface de la membrane interne. Le déclenchement de l'éjection du chromosome de la tête du phage se fait dans le protoplasme.
Si le chromosome est entièrement éjecté dans le protoplasme, cela est un succès.

## Transcription et traduction des gènes précoces
Après injection de l’ADN, il y a une compétition entre les gènes de la cellule hôte et ceux du phage, mais ces derniers sont privilégiés en raison de ses meilleurs promoteurs.
Ces gènes codent :
- une endonucléase attaquant l’ADN de la cellule hôte entraînant l’arrêt de la transcription de ses gènes ;
- une enzyme synthétisant une base spécifique de T4 : l’hydroxyméthyl cytosine ;
- les enzymes nécessaires à la réplication.

## Réplication
Les protéines gp32 et gp59 se lient au brin 5’-3’. Ils recrutent les hélicases, déroulent l’ADN et permettent le chargement des gp61 ou primases qui permettent la synthèse des amorces ARN. Les gp45 encerclent l’ADN et recrutent l’ADN polymérase. Ensuite celle-ci forme un complexe avec les gp30 ou ligases, qui va coopérer et relier les fragments d’Okazaki.

## Transcription et traduction des gènes tardifs
Ils codent des protéines de structure nécessaires à l’assemblage ainsi qu’un lysozyme pour la lyse de la bactérie.

## Assemblage de la particule virale
Le phage T4 est composé de plus de cinquante produits de gènes différents. Sa morphogenèse est basée sur un mécanisme de changement de conformation successif des protéines interagissant entre elles.

### L’assemblage de la capside
Son assemblage commence par la formation du cœur de la capside qui est amorcée par un connecteur formé par la protéine gp20 avec une protéine de la procapside (gp22). Ce connecteur est important, il permet également l’insertion de l’ADN viral en servant de canal.  La surface de la procapside se fait grâce à l’assemblage du cœur de la procapside avec la protéine gp23. Lorsque la procapside est formée, les protéines permettant son assemblage seront dégradées et retirées. Après l’entrée de l’ADN viral dans la procapside, d’autres protéines structurales vont s’assembler au connecteur. La queue pourra ensuite s’assembler à ce connecteur complexe.

### L’assemblage de la queue
L’assemblage de la queue commence par l’assemblage du plateau, puis la polymérisation de l’axe central rigide et de la gaine contractile. Le plateau comprend une structure centrale autour de laquelle sont assemblées six parties identiques. La gaine contractile s’assemble donc autour de l’axe central. L’assemblage de la queue se termine par la fixation d’un hexamère de gp15 sur la gaine contractile.

### L’assemblage des fibres caudales longues
Cet assemblage se fait par l’assemblage des parties proximales et l’assemblage des parties distales qui sont plus complexes. Le rattachement des deux parties se fait grâce aux protéines gp35 et gp36.

### Assemblage des composants
La capside et la queue vont d’abord s’attacher, puis les fibres caudales longues vont se fixer sur le plateau au niveau de la gp9.

## Lyse de la cellule hôte
La lyse de la bactérie permet de libérer les nouvelles particules virales. Les protéines gpe et gpt provoquent la lyse de la bactérie, gpe est un lysosyme et gpt lui permet d’atteindre la couche de peptidoglycane. Le phage T4 peut aussi inhiber la lyse de la bactérie pour assembler plus de particules virales grâce aux protéines gp rI, gp rIIA, gp rIII et gp rIV.

## Annexe

### Note et référence
1. ↑  Victor Padilla-Sanchez, « Structural Model of Bacteriophage T4 », WikiJournal of Science, vol. 4, no 1,‎ 2021, p. 5 (DOI 10.15347/WJS/2021.005, lire en ligne)
2. ↑  [PDF] Virus Taxonomy – 1999 The Universal System of Virus Taxonomy, updated to include the new proposals ratified by the International Committee on Taxonomy of Viruses during 1998, C.R. Pringle